# Piotr Wierzchoń
Piotr Wierzchoń (ur. 1974 w Bydgoszczy) – doktor habilitowany nauk humanistycznych w zakresie językoznawstwa (magisterium – 1997, doktorat – 1999, habilitacja – 2005), profesor nadzwyczajny Uniwersytetu im. Adama Mickiewicza w Poznaniu, profesor Uniwersytetu Studiów Zagranicznych Hankuk w Seulu (2002–2006), kierownik Zakładu Filologii Koreańskiej UAM, od roku 2012 dyrektor Instytutu Językoznawstwa UAM. 3 kwietnia 2013 roku Prezydent RP nadał mu tytuł naukowy profesora nauk humanistycznych. 

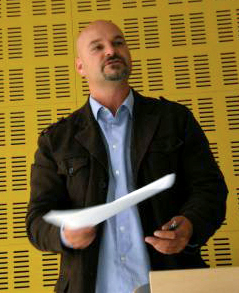
Prof. Wierzchoń podczas trzeciej edycji Ogólnopolskiej Studenckiej Językoznawczej Konferencji Naukowej „JĘZYK W POZNANIU”, 27.05.2011.

## Zainteresowania naukowe
- aksjomatyczna rekonstrukcja teorii lingwistycznych,
- derywatologia diachroniczna (w obrębie XX w.),
- frazematyka,
- leksykografia jedno- i dwujęzyczna,
- chronologizacja słownictwa polskiego XX w.,
- redatacje (słownictwo XIX–XXI w.),
- gramatyka czynu (optymalizacja rozdziału zasobów w zakresie czynu lingwistycznego),
- morfonotaktyka.

Najbardziej znane, cytowane, recenzowane, omawiane i często wzbudzające kontrowersje  prace P. Wierzchonia pochodzą z bieżącego okresu jego pracy i związane są z problematyką formułowania gramatyki chronologizacyjnej, która jest rodzajem gramatyki czynu  (czyn chronologizacyjny). Początki systematycznych prac chronologizacyjnych sięgają w Polsce przełomu lat 80. i 90. XX w. i związane są z ekscerpcjami Jana Wawrzyńczyka. Pod koniec 1. dekady XXI w. P. Wierzchoń rozwinął w swoich pracach interpretację, w myśl której chronologizacja słownictwa nowopolskiego i XX w. jest problemem z dziedziny językoznawstwa stosowanego i dla jego efektywnego rozwiązania należy sformułować program ekscerpcyjno-chronologizacyjny (teorię lingwochronologizacji), w którym integralną rolę odgrywa metoda fotodokumentacyjna. Czyn w zakresie językoznawstwa stosowanego podlega ograniczeniom czasowym oraz zasobu (etaty, pomieszczenia, warunki pracy, oprzyrządowanie, oprogramowanie, dostęp do informacji, poziom rozwoju teorii lingwistycznych itp.), toteż w gramatyce czynu chronologizacyjnego należy dążyć do takiej optymalizacji podejmowanych operacji, aby praca ta przyniosła możliwie najlepsze rezultaty przy minimalnie wykorzystanych zasobach. Reasumując: proces tworzenia modelu chronologizacyjnego polega na ekstrakcji informacji leksykalnej z ogromnego szumu informacyjnego i jej interpretacji. Aby pracy tej nie wykonywać nieefektywnie, należy sformułować i stale optymalizować metody ekscerpcji chronologizacyjnej. Rozważania na ten temat zawiera cytowana niżej literatura.
Wierzchoń jest znany z prowadzonych polemik  związanych z chronologizacją i redatacją (np. z prof. Krystyną Waszakową , prof. Ireneuszem Bobrowskim, prof. Hanną Jadacką  i innymi).

## Wybrane publikacje
- Piotr Wierzchoń: Z cudzysłowów do poczekalni leksykograficznej. Warszawa: [Uniwersytet Warszawski – Instytut Informacji Naukowej i Studiów Bibliologicznych], 2003. ISBN 83-910937-7-8. Brak numerów stron w książce
- Piotr Wierzchoń: Gramatyka diakrytologiczna: studium ortograficzno-kwantytatywne. Poznań: Wydawnictwo Naukowe UAM, 2004. ISBN 83-232-1369-0. Brak numerów stron w książce
- Piotr Wierzchoń: Z cudzysłowów do poczekalni leksykograficznej. 2.. Warszawa: Wydawnictwo TAKT, 2005. ISBN 83-87850-24-1. Brak numerów stron w książce
- Piotr Wierzchoń: Problem informacji frekwencyjnej w słowniku przekładowym. Łódź: Instytut Rusycystyki Uniwersytetu Łódzkiego, 2006. ISBN 83-60416-03-6. Brak numerów stron w książce
- Piotr Wierzchoń: Indeks a tergo jednostek przekładowych "Wielkiego słownika rosyjsko-polskiego z kluczem polsko-rosyjskim": porządek translatowy. Warszawa: Wydawnictwo TAKT, 2006. ISBN 83-87850-34-9. Brak numerów stron w książce
- Piotr Wierzchoń: Indeks a tergo jednostek przekładowych "Wielkiego słownika rosyjsko-polskiego z kluczem polsko-rosyjskim": porządek translandowy. Warszawa: Wydawnictwo TAKT, 2007. ISBN 978-83-87850-40-1. Brak numerów stron w książce
- Piotr Wierzchoń: Kotuś: "verba polona abscondita..." (w fotodokumentacji): szkic lingwochronologizacyjny: centuria pierwsza. Poznań: Instytut Językoznawstwa Uniwersytetu im. Adama Mickiewicza, 2008. ISBN 978-83-926446-3-7. Brak numerów stron w książce
- Piotr Wierzchoń: Anti. Poznań: Instytut Językoznawstwa Uniwersytetu im. Adama Mickiewicza, 2008. ISBN 978-83-926446-2-0. Brak numerów stron w książce
- Piotr Wierzchoń: Fotodokumentacja, chronologizacja, emendacja: teoria i praktyka weryfikacji materiału leksykalnego w badaniach lingwistycznych. Poznań: Instytut Językoznawstwa Uniwersytetu im. Adama Mickiewicza, 2008. ISBN 978-83-926446-9-9. Brak numerów stron w książce
- Piotr Wierzchoń: Jaskółki przejawów internacjonalizacji w słowotwórstwie współczesnej polszczyzny w materiałach z lat 1894-1984: tylko sto przykładów. Łask: Oficyna Wydawnicza Leksem, 2008. ISBN 978-83-60178-60-7. Brak numerów stron w książce
- Piotr Wierzchoń: Dlaczego fotodokumentacja? dlaczego chronologizacja? dlaczego emendacja?: instalacja gazowa, parking podziemny i "odległość niezerowa". Poznań: Instytut Językoznawstwa Uniwersytetu im. Adama Mickiewicza, 2009. ISBN 978-83-926446-6-8. Brak numerów stron w książce
- Piotr Wierzchoń: Depozytorium leksykalne języka polskiego: nowe fotomateriały z lat 1901-2010. T. 1. Warszawa: BEL Studio, 2010. ISBN 978-83-61208-95-2. Brak numerów stron w książce
- Piotr Wierzchoń: Polish digital libraries as a philologist's tool: based on 666 adjectives from the Digital Library of Wielkopolska. Poznań: Institute of Linguistics Adam Mickiewicz University, 2010. ISBN 978-83-926446-8-2. Brak numerów stron w książce
- Piotr Wierzchoń: Depozytorium leksykalne języka polskiego: nowe fotomateriały z lat 1901-2010. T. 2. Warszawa: BEL Studio, 2011. ISBN 978-83-7798-014-9. Brak numerów stron w książce